# Margarete Schilling

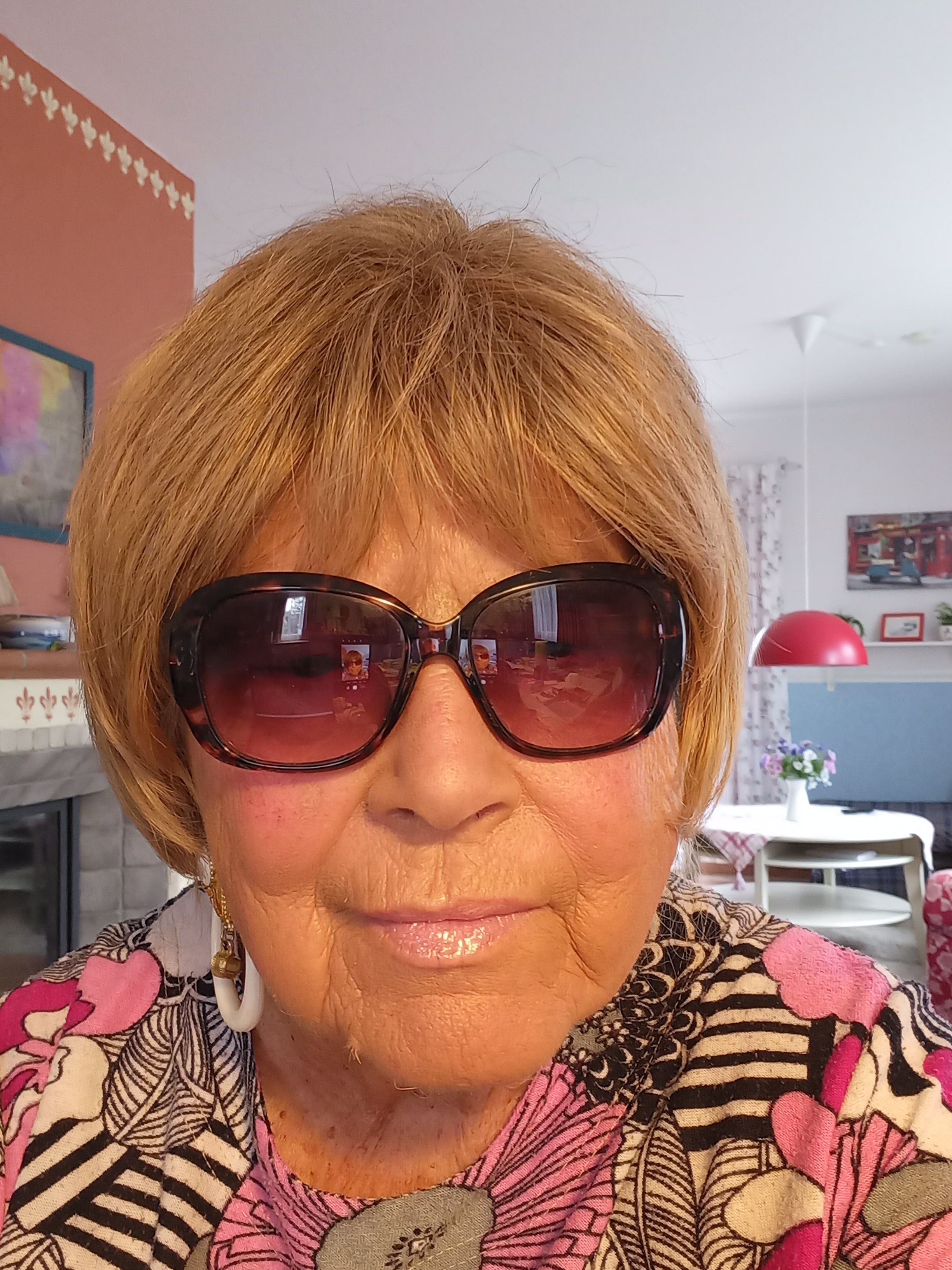
Margarete Schilling (2021)

Margarete Schilling (* 4. Juli 1932 in Jena als Margarete Gertrud Fischer) ist eine deutsche Autorin und Expertin für Glocken und Carillons. Aufgrund ihrer Tätigkeit als Autorin, Herausgeberin und Ausstellungs-Kuratorin seit 1977 gilt sie unter Fachleuten als Grande Dame der Glocken über Deutschland hinaus. Sie ist in Apolda zuhause. Im Jahr 2023 wurde sie „für ihren großen Einsatz im Dienste der Glockenstadt Apolda“ mit dem Verdienstkreuz am Bande des Bundesverdienstordens der Bundesrepublik Deutschland geehrt.

## Leben

### Jena
Als Kind erlebte sie die Bombenangriffe auf Jena; frühzeitig verstarb die Mutter, der Vater war in sowjetischer Kriegsgefangenschaft.
Nach Abschluss von Schule und Lehre als Handelskaufmann in Jena folgte ein Praktikum bei Carl Zeiss, wo sie erstmals für einen Prospekt des Unternehmens professionell fotografiert wurde – als vermeintliche Laborantin. Daraus entwickelte sich ihre gelegentliche, mehr als 20 Jahre dauernde „Nebenbei-Laufbahn“ als Mannequin, die sie auch ins Ausland führte: Sie modelte für Kleider, Schmuck, Frisuren und Hüte. Auch studierte sie als Gasthörerin an der Friedrich-Schiller-Universität Jena Psychologie, Philosophie und Englisch.
Parallel arbeitete sie als freiberufliche Lektorin und Korrektorin, so für den damals in Jena beheimateten Urania Verlag, den Gustav Fischer Verlag Jena und dessen Biologische Rundschau sowie für den Greifenverlag in Rudolstadt.

### Apolda
Mitte der 1960er Jahre lernte sie Peter Schilling (1930–2001) kennen und zog mit der Heirat 1966 nach Apolda. Mit Unterstützung ihres Ehemannes und ihres Schwiegervaters Franz Schilling (1897–1977) wuchs sie nun in das Glockenguss-Familienunternehmen hinein und war an vielen Projekten beteiligt.
Ihre Kenntnisse vertiefte sie in Kursen an der Volkshochschule (Pädagogik) und im langjährigen Kontakt mit dem Künstler und Kunstpädagogen Horst Jährling in den Bereichen Vergleichende Kunstgeschichte und Malerei.
1972 wurde die Glockengießerei Schilling enteignet und als volkseigener Betrieb unter dem Namen „VEB Apoldaer Glockengießerei“ weitergeführt; Peter Schilling wurde formal Betriebsdirektor, Margarete Schilling Technischer Direktor. Doch 1976 konnten die Eheleute die zunehmend selbstzerstörerische Betriebsführung seitens der SED-Machthaber weder länger kompensieren noch tolerieren. Sie sahen sich veranlasst, ihr einstiges Unternehmen zu verlassen. Sie setzten die Familientradition außerhalb fort und arbeiteten als freiberufliche Künstler weiter, projektierten Glocken, Glockenspiele und Spieleinrichtungen, die von weit entfernten Werkstätten gefertigt wurden. Sie verfassten Glocken-Gutachten und erstellten auf Kirchtürmen Klanganalysen.
Die letzte gemeinsam geplante und erschaffene Glocke des Ehepaars Schilling entstand für die Dorfkirche Gelmeroda: Die Glocke wurde im Jahr 1999 öffentlich auf dem Markt von Weimar von der Glockengießerei Rudolf Perner aus Passau gegossen. Den Glockenschmuck schuf Horst Jährling.
Damit ging die Jahrhunderte alte Ära der Glockengießer-Dynastie Schilling aus Apolda zu Ende, deren Chronistin Margarete Schilling als letzte Zeitzeugin ist. Zahlreiche Schilling-Glocken und -Carillons beweisen bis heute mit eindrucksvollem Klang sowohl in Deutschland als auch in Argentinien, Australien, Belgien, Brasilien, China, Dänemark, Finnland, Griechenland, Indien, Island, Israel (Jerusalem), Japan, Norwegen, Österreich, Russland, der Schweiz und den USA diese Handwerkskunst aus Thüringen.

## Tätigkeit als Autorin
1977 trat Margarete Schilling erstmals als Autorin mit Das Glockengeläut des Magdeburger Klosters „Unser Lieben Frauen“ in Erscheinung. 1982 legte sie – vor allem dank beharrlicher Anfragen des Greifenverlags Rudolstadt – ihr Buch Glocken und Glockenspiele vor (veröffentlicht in Rudolstadt 1982 und 1986 sowie in der Bundesrepublik Deutschland in Rheda-Wiedenbrück 1982), das sich als Bestseller erwies.
Margarete Schillings drei meistverbreitete Bücher sind Glocken und Glockenspiele sowie die beiden Bildbände Glocken - Gestalt, Klang und Zier (Dresden und München 1988) und Kunst, Erz und Klang - die Werke der Glockengießerfamilien Ulrich und Schilling vom 17. Jahrhundert bis zur Gegenwart (Berlin 1992).
Anlässlich des Tags des offenen Denkmals am 11. September 2022 war in Apolda Premiere des Buchs „Franz Peter Schilling – Der letzte Glockengießermeister der berühmtem Glockengießerfamilie“ von Margarete Schilling (90). Ihr Sohn Dietmar Hauser stellte in der Alten Glockengießerei das faktenreiche und hochwertig gestaltete Werk den 180 Interessierten vor.

## Ehrungen
- Am 25. Mai 2024 wurde Margarete Schilling die Ehre zuteil, sich in das Goldene Buch ihrer Heimatstadt Apolda eintragen zu dürfen.

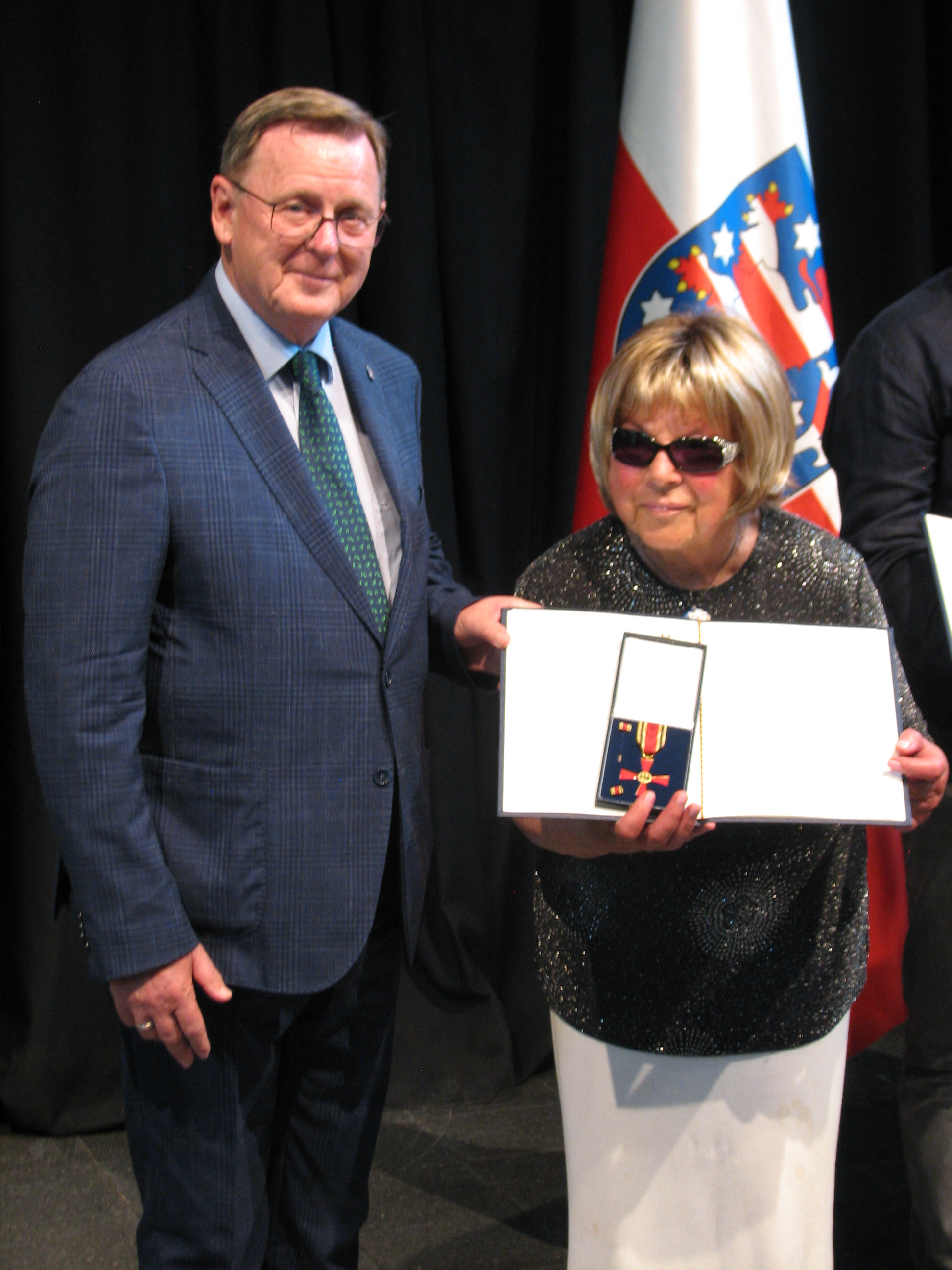
Margarete Schilling mit ihrem Bundesverdienstkreuz, überreicht von Bodo Ramelow im Reithaus Weimar am 21. Juni 2023

- 2023 erhielt Margarete Schilling „für ihren großen Einsatz im Dienste der Glockenstadt Apolda“ das Verdienstkreuz am Bande des Bundesverdienstordens der Bundesrepublik Deutschland.[8]

Zitat

„Mit den von ihr kuratierten Ausstellungen, Büchern und Collagen bringt Margarete Schilling über das fachliche Wissen hinaus immer wieder Bewegendes und ganz Persönliches zur Sprache. Viele ihrer Werke sind im „GlockenStadtMuseum Apolda“ oder auch im Westfälischen Glockenmuseum Gescher zu finden. 
Die Auszuzeichnende ist eine maßgebliche Botschafterin eines bedeutenden, traditionellen Handwerks und damit nicht zuletzt der Thüringer Kunst- und Kulturgeschichte von Apolda in die Welt. Ihr lebenslanger Einsatz für die Verbreitung des Wissens um den Glockenguss und um Glocken in allen Formen und Größen ist einzigartig – und kann vielen Menschen Vorbild und Ansporn sein. 
Sie, liebe Frau Schilling, haben gezeigt, wie man auch gerade als Quereinsteigerin mit viel Courage und starkem Willen einer Sache und seiner Leidenschaft dafür dienen kann.“

- Am 6. Dezember 2019 würdigte die Sparkassenstiftung Weimar – Weimarer Land Margarete Schilling mit ihrem Bürgerpreis 2019 in der Kategorie Lebenswerk. Die Stiftung ehrt damit Persönlichkeiten, die „schon seit Jahrzehnten bürgerschaftlich aktiv [sind]. Ihr Einsatz und ihre Erfahrung sind in hohem Maße wertvoll für das Zusammenleben in unserer Gesellschaft. (…) Voraussetzung ist, dass die entsprechende Person bereits seit mindestens 25 Jahren ehrenamtlich tätig ist und damit das Engagement einen großen Teil des eigenen Lebens geprägt hat.“ Die Auszeichnung wurde ihr bei der Festveranstaltung auf Schloss Blankenhain verliehen – die Laudatio hielt die Landrätin des Landkreises Weimarer Land, Christiane Schmidt-Rose (CDU).[10][11][12]

- Margarete Schilling wurde 2015 vom Verein Deutsches Glockenmuseum e. V.[13] zum Ehrenmitglied ernannt.[14]
- Zum 21. Apoldaer Bornfest am 11. Mai 2015 wurde Margarete Schilling zur Brunnenmeisterin 2015–2016 ernannt. Mit diesem Ehrenamt ist die Pflanzung eines Baumes[15] in Apoldas „Allee der Brunnenmeister“ verbunden.[16]
- Margarete Schilling wurde 2012 von der Deutschen Glockenspielvereinigung e. V.[17] zum Ehrenmitglied ernannt.[18]
- 2011 wurde sie vom Landrat und Kreisheimatpfleger mit dem Kreisheimatpflegepreis geehrt.[19]
- Anlässlich ihres 75. Geburtstags wurde Margarete Schilling von der Initiative „Apoldaer Weltglockengeläut“ am 4. Juli 2007 „in würdigender Anerkennung ihres Lebenswerkes, insbesondere ihrer Verdienste um die weltweite Glockenkultur“ mit dem Ehrentitel „Apoldaer Weltglockenkönigin honoris causa“ ausgezeichnet.[20]
- Im Jahr 2000 wurden Peter und Margarete Schilling mit der „Medaille für besondere Verdienste um die Stadt Apolda“ ausgezeichnet.
- Peter und Margarete Schilling wurden für ihr 1987 übergebenes Glockenspiel im Französischen Dom mit dem Goethe-Preis der Stadt Berlin geehrt.[21]
- Am 7. Oktober 1986 erhielt Margarete Schilling die Kurt-Barthel-Medaille vom Rat des Bezirkes Erfurt „für besondere Verdienste und vorbildliche Initiativen bei der Entwicklung des geistig-kulturellen Lebens in der Deutschen Demokratischen Republik“.[22]
- Am 7. Oktober 1974 ehrte die Stadt Magdeburg sie mit ihrer Gedenkmünze in Bronze „in Anerkennung und Würdigung für vorbildliche Arbeit im Wettbewerb ‚Schöner unsere Heimatstadt Magdeburg - macht alle mit‘“.[23]

## Varia
- Anlässlich des Wechsels von Museumsleiterin Rena Erfurth in ihren Ruhestand Ende September 2022 veröffentlichte Margarete Schilling als persönliches Dankeschön für die langjährige vertrauensvolle Zusammenarbeit das Buch Glocken ade – Bilder o.k. mit dem Untertitel Für Rena Erfurth als Erinnerung an einige unserer Ausstellungen und Lesungen im Glocken-Museum Apolda (Format A3, mit 50 farbigen Arbeiten, Apolda 2022).[24]
- Anfang Juli 2021 verlängerten Margarete Schilling und ihr Sohn Dietmar Hauser den Leihvertrag mit dem Museum: Nach fast 70 Jahren Leihdauer für 22 Glocken sowie umfangreiches Material rund um Glocken bleiben diese Leihgaben für mindestens 20 Jahre – also bis ins Jahr 2041 – im GlockenStadtMuseum Apolda. Den Vertrag unterzeichneten für Apolda Bürgermeister Rüdiger Eisenbrand und Museumsleiterin Rena Erfurth.[25]
- Ebenfalls seit fast 70 Jahren stellt die Familie Schilling die Dauerausstellung Kulturgeschichte der Glocke kostenlos zur Verfügung.[26]
- Dank des Engagements von Margarete Schilling gehört die Stadt Apolda mit vier Stationen zur Strasse der Musik:
  - Villa Schilling in der Auenstraße 51 mit Sonnenuhrportal und Park (Station 19),
  - Gebäude der ehemaligen Glockengießerei Franz Schilling Söhne in der Robert-Koch-Straße /                                                                            Bernhardstraße (Station 20),
  - Stadthaus mit Glockenspiel (Station 25),
  - GlockenStadtMuseum (Station 26)[27][28]

Peter Schilling
- Die technologische Umsetzung der Künstler-Entwürfe von Heinrich Apel für seinen Faunbrunnen in Magdeburg schuf 1975 und 1976 Peter Schilling.
- Die 65 Kilogramm schwere Bronze-Kirchenglocke, Markenzeichen der Band Pond und bei allen ihren Konzerten auf der Bühne präsent, fertigte nach den Angaben und Vorstellungen von Wolfgang Fuchs Apoldas letzter Glockengießermeister Peter Schilling.[29]

## Familie
Margarete Schilling hat einen Sohn (aus erster Ehe), zwei Enkeltöchter und zwei Urenkel.

## Veröffentlichungen (Auswahl)
Die ausführliche Auflistung der Publikationen von Margarete Schilling findet sich in ihrer Autobiographie 50 Jahre Zwischenstopp in Apolda (2016) auf den Seiten 296–299. Viele ihrer Veröffentlichungen sind im Glockenmuseum Apolda, im Westfälischen Glockenmuseum Gescher und im Glockenmuseum „Glockenwelt“ auf Burg Greifenstein zu finden. Seit 2016 gehört ein Großteil ihrer Veröffentlichungen zum Bestand der Deutschen Nationalbibliothek in Leipzig.
- Meister des Glockengusses. Glockengießerfamilie Schilling Apolda – Heidelberg – Chicago. Apolda 2024 (Detailreiche Dokumentation mit zahlreichen historischen Fotos und Dokument-Ablichtungen; Format etwa A4, 92 Seiten, ohne ISBN).
- Der Glockengießermeister Heinrich Ulrich – Gießer der Petersglocke im Kölner Dom. Apolda 2023 (Publikation aus Anlass von 100 Jahren Petersglocke sowie dem 100. Todestag von Heinrich Ulrich; Format etwa A4, 80 Seiten, ohne ISBN).
- 300 Jahre Glocken aus Apolda – eine kleine Zusammenfassung aus meinen Büchern. Apolda 2022 (60 Seiten mit zahlreichen Abbildungen historischer Dokumente und Fotos, Format etwa A4).
- Franz Peter Schilling – Der letzte Glockengießermeister der berühmten Glockengießerfamilie in Apolda. Apolda 2022 (336 Seiten mit zahlreichen Abbildungen historischer Dokumente und Fotos, Format > A4).
- Die Enteignung der Glockengießerei Franz Schilling Söhne im Jahr 1972 und deren Folgen – Erinnerungen einer Zeitzeugin. Apolda 2021 (48 Seiten (Format A4), mit zahlreichen Zeitdokumenten).
- Der Glockengießermeister Heinrich Ulrich – Gießer der Petersglocke im Kölner Dom. Apolda 2021
- Rauschel und Mauschel – Moritzburger Teichgeschichten. Kinderbuch, Manuskript aus den 1960er Jahren, neu illustriert von der Autorin. Apolda 2021
- 100 Jahre künstlerisches Notgeld aus einigen deutschen Städten. Apolda 2021
- Erinnerung – Glockengießerei Störmer in Erfurt, gegründet 1886. Apolda 2020
- Der Krieg und das Kind – Erinnerungen an die Kindheits- und Jugendjahre in Jena – Mit Abbildungen der ersten Zeichnungen und späteren Collagen zu diesem Thema. Margarete Schilling, Apolda 2020, mit Vorwort von Ernst Fauer[35].
- Das zweite Leben auf der Insel Usedom. Margarete Schilling, Apolda 2020
- Briefe des Glockengießers Diplom-Ingenieur Franz Schilling an seine Ehefrau im Kriegsjahr 1944. Herausgabe von Margarete Schilling, Apolda 2020, mit Vorwort von Ernst Fauer.
- Briefe 1929 bis 1985 Kanada - Apolda - München. Professor Frank Percival Price[36] und Diplom-Ingenieur Franz Schilling sowie Glockengießermeister Peter Schilling. Herausgabe von Margarete Schilling, Neuauflage Apolda 2020.
- Studienreise durch den Nahen Osten von September 1953 bis April 1954 – Professor Percival Price und Student Franz Peter Schilling. Herausgabe der Aufzeichnungen von F. P. Schilling von Margarete Schilling, Neuauflage Apolda 2020.
- Glockenrippen der Glockengießerfamilie Ulrich aus Laucha/Unstrut - facsimile. 2 Bände, Format A3, Apolda 2018, ohne ISBN
- Briefe und Notizen von Hofprediger F. W. Schubart zu seinem Buch „Die Glocken im Herzogtum Anhalt“ Ende 19. bis Anfang 20. Jahrhundert. Format A4, Apolda 2018, ohne ISBN
- Das Glockenspiel in Schirgiswalde (ursprünglich 1987 gebaut für die Kapelle im Schloss Moritzburg (Sachsen)), Apolda 2017
- Briefe und Zeichnungen von dem Dresdner Maler Hans Körnig an Dipl. Ing. Franz Schilling, Glockengießer in Apolda - Der Mauerbau und seine Auswirkungen auf die in der DDR zurückgebliebenen Bilder des Malers - Die Hilfe. Apolda 2007
- Vivos voco - Ich rufe die Lebenden. Der verbotene Film. Fotos, Verträge, Briefe, Zeitdokumente. Material zum DEFA-Dokumentationsfilm von 1981[37], Neuauflage Apolda 2016
- 50 Jahre Zwischenstopp in Apolda. Autobiographie mit Vorwort von Holger Zürch. Format A4, 306 Seiten mit zahlreichen farbigen Abbildungen, Apolda 2016; zweite, ergänzte Auflage 2020
- Ein Carillon mit 25 Glocken von Apolda nach Sandefjord. Apolda 2014
- Horst Jährling – Graphische Darstellungen für die Apoldaer Glockengießerei und die Glockengießerfamilie Schilling. Apolda 2008
- Glocken für den Ölberg in Jerusalem 1910. Bildband, Apolda 2008
- Margarete Schilling: Die Glockengießerei in der Auenstraße. In: Apoldaer Geschichtsverein e. V. (Hrsg.): Apoldaer Heimat – Beiträge zur Natur und Heimatgeschichte der Stadt Apolda und ihrer Umgebung. Heft 26. Apolda 2008, S. 57–60.
- Glocken, Grafiken und Aquarelle von Anneliese Jährling. Apolda 2006, ISBN 3-86611-164-9
- Figürliche Ritzzeichnungen auf historischen Glocken: Graphitabreibungen von Charlotte und Walter G. Kühne. Band 1, Band 2 und Band 3. Apolda 2004
- Figürliche Ritzzeichnungen auf historischen Glocken: Graphitabreibungen von Richard Heinzel. Band 1 und Band 2. Apolda 2004
- Schilling & Lattermann Apolda: Verzeichnis der bis 1927 gelieferten Hartgussglocken sowie einer handschriftlichen Liste 1918/1919 und einer Aufzählung von „Gelieferten Hartgussglocken 1947–1957“ und beigefügtem Briefverkehr 1965/66/67/68 mit dem Pressenwerk in Morgenröthe. Apolda 2003
- Ritzzeichnungen auf Glocken der Michaeliskirche in Jena. Apolda 2000
- Zur Erinnerung an den Guß einer Schilling-Glocke auf dem Marktplatz in Weimar. (Für die Autobahnkirche Gelmeroda), Apolda 1999
- Zweihundert Jahre Schiller das „Lied von der Glocke“ 1799–1999. Zur Schiller-Ausstellung im Glockenmuseum Apolda. Apolda 1999
- Gratwanderungen. Die Stasi-Akte „Jasmin“. Details aus 600 Seiten Akte Margarete und Peter Schilling aus dem Jahr 1980. Apolda 1999, Wiederauflage Apolda 2021
- Eugen Thiele: Briefe und Aufzeichnungen des Carilloneurs der Garnisonkirche Potsdam und der Parochialkirche in Berlin. Apolda 1999, Wiederauflage Apolda 2020
- Glockenspiel Roter Turm Halle/Saale. Halle o. J. (1993)
- Kunst, Erz und Klang - die Werke der Glockengießerfamilien Ulrich und Schilling vom 17. Jahrhundert bis zur Gegenwart. Berlin 1992, ISBN 3-362-00617-5[38]
- Das Lauchaer Glockenmuseum. Die Gießer und ihre Glocken. Laucha/Unstrut 1991
- Glocken - Gestalt, Klang und Zier. Dresden 1988, ISBN 3-364-00041-7[39] sowie München 1988, ISBN 3-406-32977-2[40]
- Das neue Carillon im Französischen Turm. In: Kulturbauten, Heft 1, Berlin 1987
- Das Glockenspiel in Klaipeda (in litauischer Sprache). Klaipėda 1987
- Glocken aus Apolda (in deutscher, russischer, englischer und französischer Sprache). Apolda 1986 und 1987
- Glocken und Glockenspiele. Rudolstadt 1982 und 1986 sowie Rheda-Wiedenbrück 1982
- Das Erfurter Glockenspiel. Erfurt 1979
- Das Carillon Karl-Marx-Stadt. (Chemnitz) 1978
- Das Magdeburger Glockenspiel. Magdeburg 1978
- Das Glockengeläut des Magdeburger Klosters „Unser Lieben Frauen“. Magdeburg 1977

## Ausstellungen (Auswahl)
Im Ausstellungsverzeichnis am Ende der Publikation Der Krieg und das Kind von Margarete Schilling (April 2020) sind mehr als 60 von Margarete Schilling kuratierte Ausstellungen verzeichnet. Hier eine nicht repräsentative Auswahl:
- Franz Peter Schilling (1930–2001) – Glockengießermeister in Apolda. Ausstellung anlässlich seines 90. Geburtstags (in Vorbereitung)
- 100 Jahre künstlerisches Notgeld aus einigen deutschen Städten, Apolda 2021
- Glocken aus Apolda für die Schweiz, Zürich 2015
- Glocken und Kanonen (in Seclin (Apoldas Partnerstadt in Frankreich), 2013 und in Apolda, Glockenmuseum, 2014)
- Change ringing – eine besondere Art des Glockenläutens - Kabinettausstellung im Glockenmuseum Apolda, Gelber Salon, ab 19. Oktober 2015. Mit Ausstellungs-Katalog in Deutsch und in Englisch/Catalogue in German and in English Language: Das Wechselläuten im alten England um 1830 - dargestellt durch ca. 150 Kupferstiche / Change Ringing - die andere Art des Glockenläutens / Change-Ringing in Old England around 1830 in 150 prints of Churches, Colloquial Life and Lists of Bells.[41]
- Figürliche Ritzzeichnungen auf historischen Glocken aus dem 13.–15. Jahrhundert. Ausstellung in der Lutherkirche Apolda, 5. Juni 2013 – 13. Oktober 2013, in der Kirche Panitzsch, 7. Juni – 22. September 2015[42] (kuratiert von Annette Müller-Spreitz), in der Kirche St. Joseph Osterwieck 2020–2021 und im Dom Greifswald, 11. Februar – 5. April 2021
- Künstler zeichnen für die Glockengießer-Familie Schilling
- Zyklus Krieg–Frieden–Freiheit–Freundschaft, Seclin (Frankreich) und Glockenmuseum Apolda